# Frauenbeilage
Früher war die Frauenbeilage eine allgemein gebräuchliche Bezeichnung für eine in der Regel wöchentlich erscheinende Beilage zu einer Tageszeitung, die sich gezielt mit sogenannten „weiblichen Themen“ befasste. Hierunter wurden vor allem Mode, Haushaltsführung und Gesundheits-/Schönheitspflege verstanden. Die ältesten Frauenbeilagen sind Ende des 19. Jahrhunderts zu datieren. 
Diese Frauenbeilagen sind zum Teil außer Gebrauch gekommen, einerseits durch die Frauenzeitschriften (klassische und emanzipierte) und andererseits durch die Erweiterung des Interessenhorizontes der weiblichen Leserschaft.
Bei einigen Tageszeitungen war die Frauenbeilage lange vor der Zeitung farbig illustriert.